# 瓜波雷河
瓜波雷河（西班牙語：Río Iténez）是南美洲的河流，位於巴西西部與玻利維亞的接壤邊境，發源自巴西馬托格羅索州，向西方向流經約120公里，其後往北流經180公里，成為巴西和玻利維亞的接壤邊境，最後注入馬莫雷河。

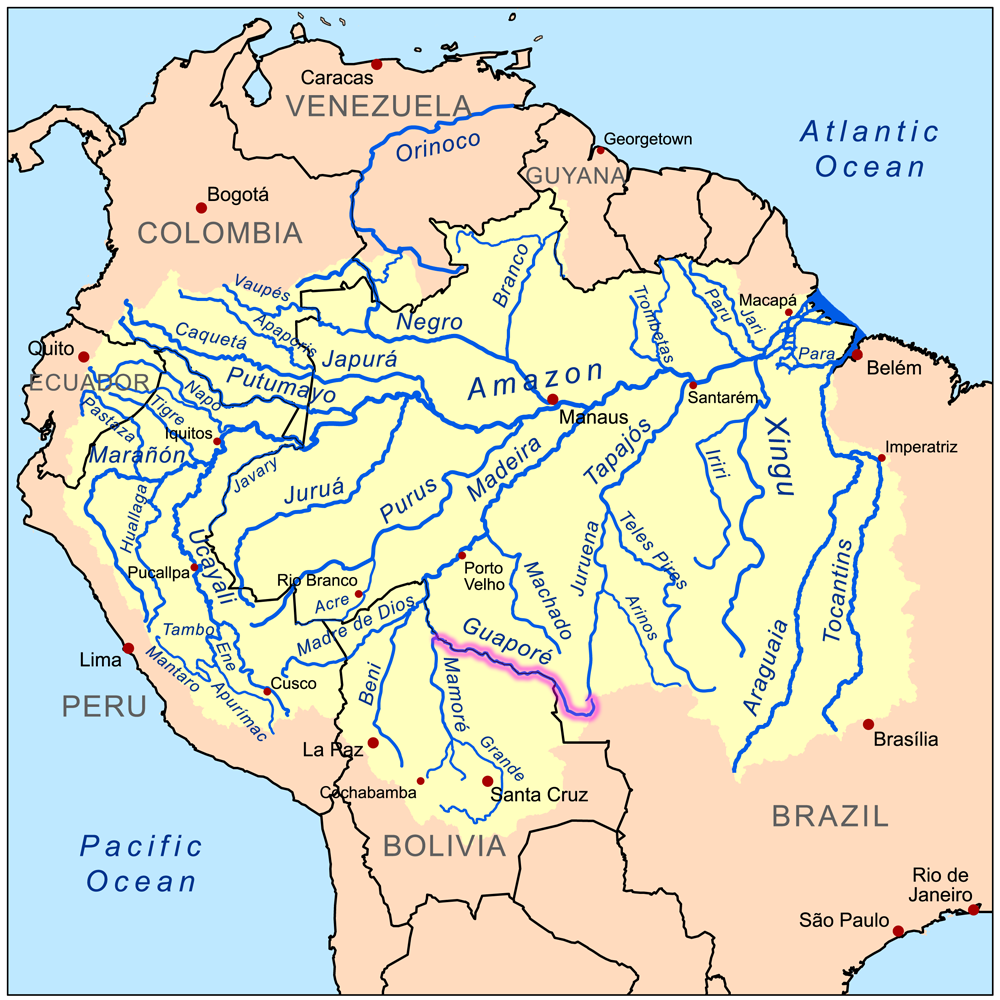
亞馬遜河流域地圖，紫色為瓜波雷河